# 托梅什蒂鄉 (雅西縣)
47°08′00″N 27°42′00″E / 47.1333°N 27.7°E
托梅什蒂鄉（羅馬尼亞語：Comuna Tomești, Iași），是羅馬尼亞的鄉份，位於該國東北部，由雅西縣負責管轄，面積37平方公里，海拔高度44米，2007年人口12,337，人口密度每平方公里331人。